# Södralundsgölen
Södralundsgölen är en sjö i Sävsjö kommun i Småland och ingår i Lagans huvudavrinningsområde. Sjön är 5,8 meter djup, har en yta på 0,019 kvadratkilometer och befinner sig 247 meter över havet.